# Ricky Berens
Ricky Berens (Charlotte, 21 de abril de 1988) é um nadador norte-americano, ganhador de uma medalha de ouro em Jogos Olímpicos.
Bateu o recorde mundial dos 4x200 m livres com a equipe americana.
Namora a nadadora olímpica Rebecca Soni.[carece de fontes?]